# Tipula (Lunatipula) artemis
Tipula (Lunatipula) artemis is een tweevleugelige uit de familie langpootmuggen (Tipulidae). De soort komt voor in het Palearctisch gebied.